# Malîn, Jîtomîr
Malîn (în ucraineană Малин) este orașul raional de reședință al raionului Malîn din regiunea Jîtomîr, Ucraina. În afara localității principale, nu cuprinde și alte sate.

## Demografie
Componența lingvistică a orașului Malîn
     Ucraineană (95,38%)
     Rusă (4,12%)
     Alte limbi (0,14%)
Conform recensământului din 2001, majoritatea populației orașului Malîn era vorbitoare de ucraineană (95,38%), existând în minoritate și vorbitori de rusă (4,12%).